# ناجي سرحان
ناجي سرحان (1962-) وزير فلسطيني وسياسي. ولد في مخيم جباليا شمال قطاع غزة، لعائلة لاجئة من قرية بربرة المهجَّرة قضاء قطاع غزة. درس المرحلة الأساسية في مدرستي أبو حسين الابتدائية للبنين، والمرحلة الثانوية في مدرسة الفالوجة الثانوية، ونال درجة البكالوريوس في الهندسة المدنية من جامعة آيوا في الولايات المتحدة الأمريكية عام 1985، ودرجة الماجستير في الهندسة المدنية من جامعة أوكلاهوما في الولايات المتحدة الأمريكية عام 1986.

## سيرته
عمل ناجي يوسف سرحان محاضراً في كلية الهندسة في جامعة الفاتح في ليبيا من عام 1987حتى 1994، وعُيِّن موظفاً في وزارة الاشغال العامة في قطاع غزة عام 1994، ثم أصبح وكيلاً لوزارة الأشغال العامة والإسكان، كما عمل محاضراً بدوام جزئي في كلية الهندسة في الجامعة الإسلامية في غزة من عام 1998حتى 2004، وشغل منصب نائباً لرئيس بلدية جباليا، وممثلاً لرئيس لجنة تطوير مخيم جباليا للاجئين، ونائباً لنقيب المهندسين، ثم نقيباً للمهندسين في محافظات غزة من عام 2019 الى2021، وأصبح رئيساً للَجنة الحكومية العليا لإعمار قطاع غزة، وعضو في مجلس أمناء الهيئة العربية الدولية لإعمار غزة، وعضوا في اتحاد المهندسين الفلسطينيين، وعضوا في اتحاد المهندسين العرب.